# ギャビン・ニューサム

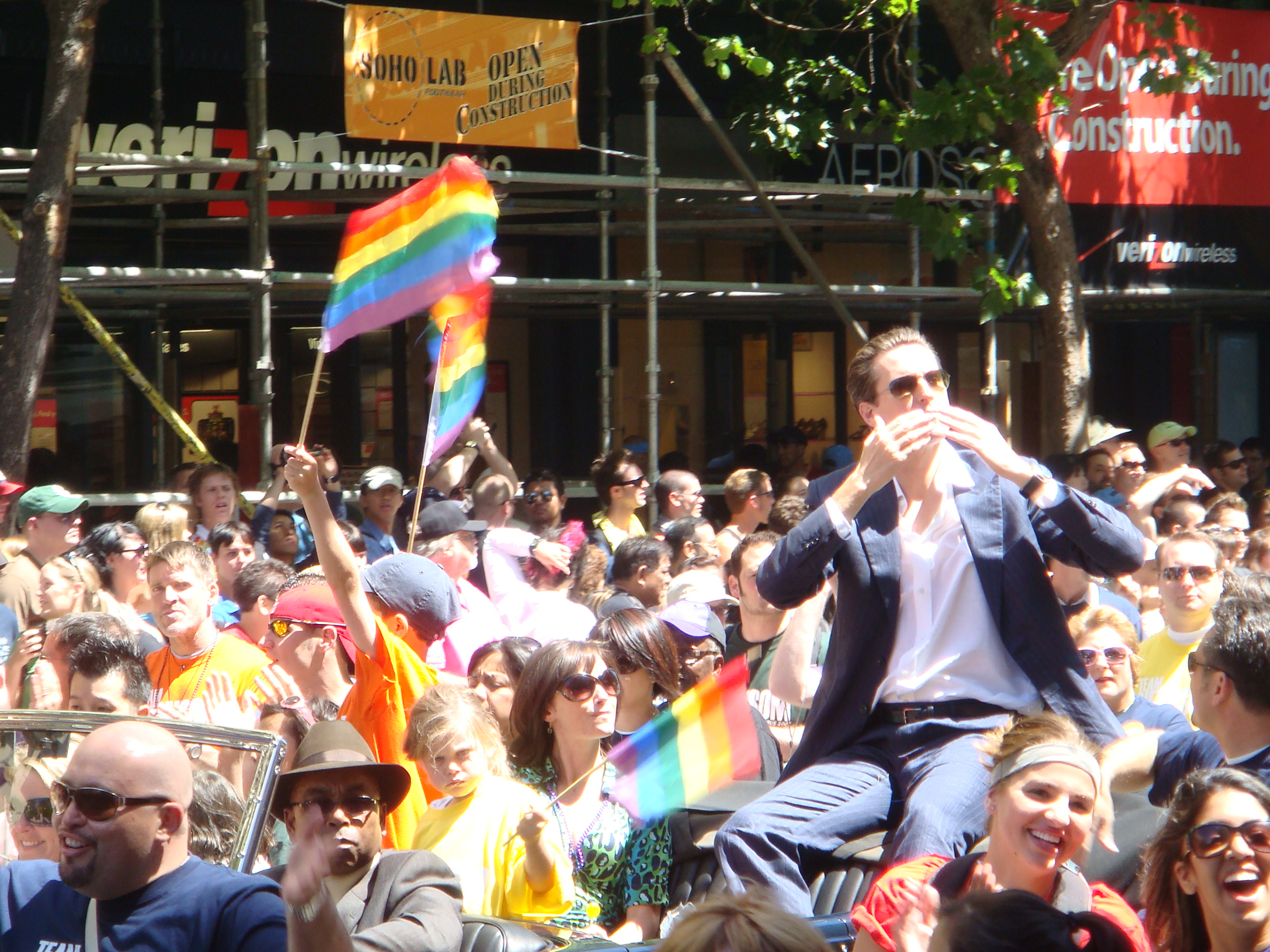
ゲイ・パレードに参加するニューサム

ギャビン・ニューサム（Gavin Newsom, 1967年10月10日 - ）は、アメリカ合衆国の政治家。第40代カリフォルニア州知事。かつてカリフォルニア州副知事、サンフランシスコ市長などを務めた。

## 経歴
1967年10月10日にカリフォルニア州サンフランシスコに誕生する。父親は判事、3歳で両親は離婚。1989年にサンタクララ大学を政治専攻で卒業後にワインショップを経営する。ビジネスの世界で成功していたが、その後ウィリー・ブラウン市長の選挙のためのボランティア活動などを経て政治に関わるようになる。
2003年の市長選挙でサンフランシスコ市長に当選し、サンフランシスコ史上最も若い市長となった。2004年、全米で初めて同性カップルに結婚許可証を発行し注目を浴びる（後に裁判で無効となる）。高い人気を誇り、2007年の市長選挙には72パーセントの得票で再選を果たした。同年、選挙支援者だった親友の妻と2年前から不倫関係にあったことが発覚し、記者会見で謝罪した。
2010年に行なわれるカリフォルニア州知事選挙に出馬の意思を表明していたが、その後「個人的理由」により出馬表明を撤回した。2010年の中間選挙でカリフォルニア州副知事に当選し、2期務めた後に2018年11月の中間選挙で州知事に当選した。2019年1月7日に知事就任。
2020年3月19日、新型コロナウイルスの感染拡大に対して、ウイルスの封じ込め対策で、3900万人の全住民に自宅待機を命じることを発表した。おもにロックダウンなどの厳しいコロナウイルス対策などを原因として国民解職を求める署名活動がおこなわれており、署名活動を行っていた団体は、2021年3月17日の締め切りまでに実行に必要な約150万の署名に対して、211万の署名が集まったと発表した。9月14日に住民投票が実施され、リコールは反対多数で否決された。2022年11月8日の中間選挙で行われた州知事選挙で共和党候補のブライアン・ダーレ州上院議員を下し再選。
2024年大統領選挙については同じ民主党候補で現職のジョー・バイデンを支持するとしているが、2023年11月30日には共和党より立候補を表明しているフロリダ州のロン・デサンティス知事との討論会に臨み舌戦を繰り広げた。こうした動きから、バイデンが何らかの理由で大統領選挙から降りた場合は自らが名乗りを上げる野心があるとも思われていた。しかし、2024年7月にバイデンが大統領選挙から降板することを発表した際に、真っ先にカマラ・ハリス支持を表明、自らが今回立候補する意思がないことが明らかにされた。2024年11月5日の投開票で共和党のドナルド・トランプがハリスを下し返り咲き当選を果たすと、トランプは憲法に違反するような連邦政策を進めるであろうとする声明を発表し、カリフォルニア州の価値観が脅かされることを理由に12月2日に州議会を臨時招集すると発表するなど、トランプに対する対決姿勢を強めた。
2025年6月にトランプ政権による不法移民取り締まりに対する抗議運動がロサンゼルスにて勃発した際には、鎮圧のためトランプがニューサムの同意を得ることなく独断で州兵の投入を決断したことを強く批判し、違法であるとして連邦政府を提訴した。しかしトランプは海兵隊も追加で投入したほか、ニューサムの逮捕を支持する発言まで行うなど対立が激化。この際、トランプはニューサムについて「私は彼が好きだし、良い人間だと思うが、極めて無能だ」と評した。
同月12日、カリフォルニア州連邦地裁はトランプが命じた州兵派遣を違法だと判断し、ニューサムに指揮権を返還するよう命令した。政府は即日控訴し、控訴裁は地裁命令の発効を一時差し止めた。

## 家族
- 父・ウィリアム・ニューソン（en:William Newsom）‐判事、ゲティ財団財産管理人。2018年に84歳で没。
- 前妻・キンバリー・ギルフォイル（en:Kimberly Guilfoyle） ‐ サンフランシスコ検察官、TVコメンテーター。2006年離婚。2020年にドナルド・トランプ・ジュニアと婚約（2024年に別離）。
- 後妻・ジェニファー・シーベル（en:Jennifer Siebel Newsom） ‐ ドキュメンタリー映画製作者、女優。2008年に結婚し、4人の子を儲けた。
- 遠縁・ジョアンナ・ニューサム ‐ シンガーソングライター、ハープ奏者。祖父母の代がいとこ同士
- 遠縁・ポール・ペロシ ‐ 実業家。兄嫁の甥がギャビン。妻はナンシー・ペロシ。
- 遠縁・トーマス・シーベル（en:Thomas Siebel） ‐ 実業家。ギャビンの後妻ジェニファーといとこ。